# 浅野敬志
浅野 敬志（あさの たかし、1973年 - ）は日本の会計学者。専門は財務会計・経営分析。慶應義塾大学商学部教授。博士（商学）。令和7年公認会計士試験試験委員（財務会計論）。

## 来歴
愛媛県出身。1995年 横浜市立大学商学部卒業。2000年 慶應義塾大学大学院商学研究科博士後期課程単位取得退学。2017年に『会計情報の変容に関する実証分析』で慶應義塾大学より博士（商学）の学位を取得。
2000年 愛知淑徳大学専任講師、2004年 同助教授を経て、2009年 首都大学東京（東京都立大学に名称変更）大学院社会科学研究科准教授。2017年 同教授。2020年 東京都立大学大学院経営学研究科教授。2023年より現職。
2015年 日本銀行金融研究所客員研究員。2017年 カリフォルニア大学バークレー校客員研究員。
この間、慶應義塾大学商学部、青山学院大学経営学部、法政大学大学院経営学研究科、明治学院大学経済学部、日本大学商学部、名城大学経営学部、愛知学院大学経営学部、中京大学法学部で非常勤講師を務める。

## 著書（分担執筆を含む）
- 『サステナビリティ情報開示ハンドブック』日本経済新聞出版、2023年（北川哲雄編、分担執筆）
- 『戦略的人的資本の開示 運用の実務』日本能率協会マネジメントセンター、2022年（HRテクノロジーコンソーシアム編、分担執筆）
- 『ESGカオスを超えて：新たな資本市場構築への道標』中央経済社、2022年（北川哲雄編、分担執筆）
- 『会計情報と資本市場：変容の分析と影響』中央経済社、2018年（単著）
- 『多国籍企業の租税回避と所在地別セグメント情報の開示行動』日本銀行金融研究所、2016年（単著）
- 『株価水準を評価するうえで有用な利益情報：公正価値情報や減損損失はノイズなのか』日本銀行金融研究所、2015年（大坪史尚・天白隼也との共著）
- 『企業のガバナンス構造と会計戦略および企業価値との関連性について』日本銀行金融研究所、2014年（古市峰子との共著）
- 『分析 利益情報の変容と監査』中央経済社、2011年（黒川行治・柴健次・内藤文雄・林隆敏との共著）
- 『日本企業のバリュエーション』中央経済社、2009年（中野誠・野間幹晴編、分担執筆）
- 『日本の会計社会』中央経済社、2009年（黒川行治編、分担執筆）

## 論文
浅野敬志

## 受賞
- 2019年  第47回日本公認会計士協会学術賞[6]
- 2018年  日本会計研究学会太田・黒澤賞[7]
- 2018年  日本経営分析学会学会賞（著書の部）[8]
- 2018年  国際会計研究学会学会賞[9]
- 2007年  日本経営分析学会学会賞（論文の部）